# El Mexicano
El Mexicano es uno de los principales diarios del estado de Baja California en México. 
El periódico, con sede en Tijuana y oficinas en Ensenada y Mexicali, cubre todo el estado de Baja California, así como el Sur de California, principalmente San Diego.
Tiene tres ediciones: El Mexicano Tijuana, El Mexicano Ensenada y El Mexicano Mexicali que también aparecen por la página de El Mexicano en la sección Edición Impresa, así como una “Segunda Edición” que se publica por la tarde en la ciudad de Tijuana. 
Fue fundado el 22 de octubre de 1959 y acaba de celebrar su 61 aniversario, encabezado por el Sr. Eligió Valencia Roque, director general del diario, como uno de los medios con mayor influencia e incidencia en el estado. 

## Periodistas
Entre sus columnistas habituales están Rosela Rosillo, Eduardo Villa,  entre otros, y entre sus fotoreporteros, en este medio ha publicado importantes imágenes Héctor Oaxaca, por ejemplo y Basilio Olivas colabora en la sección de Fama y Juventudes a lo largo de los últimos 15 años.